# Roy Hibbert

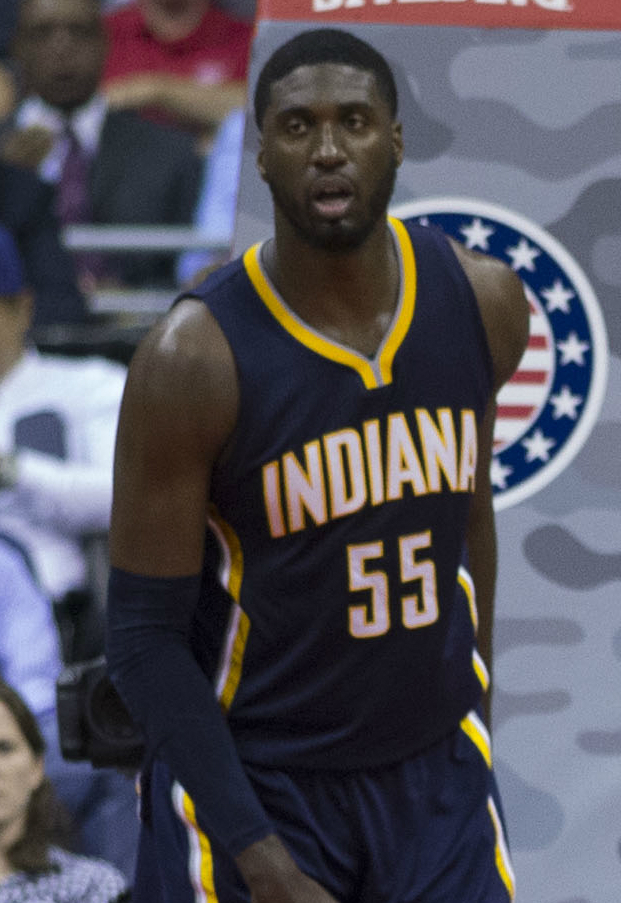
Roy Hibbert med Indiana Pacers, som han spelade sju säsonger med, 2014.

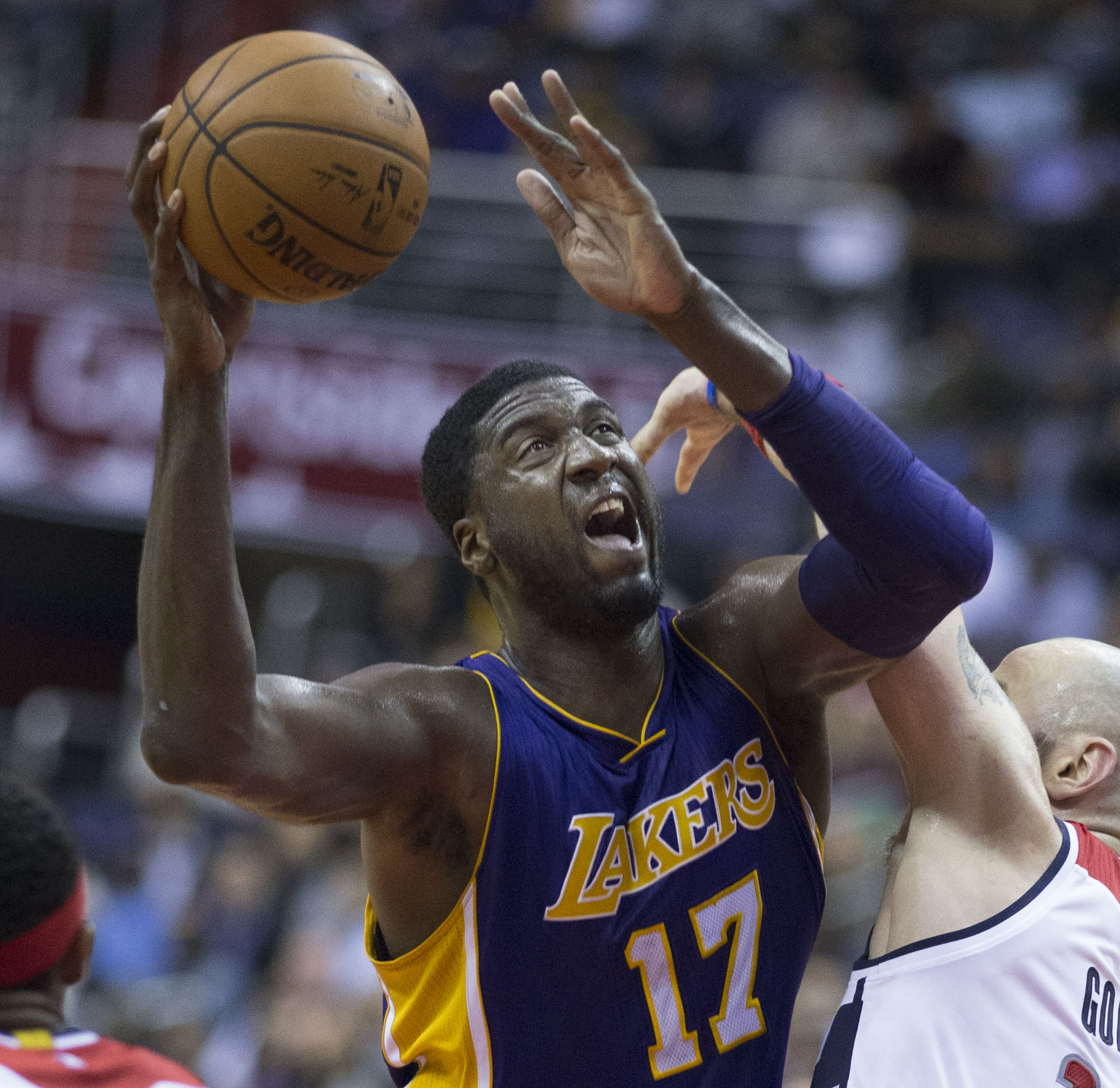
Roy Hibbert med Los Angeles Lakers, 2015.

Roy Denzil Hibbert, född 11 december 1986 i Queens i New York, är en amerikansk-jamaicansk professionell basketspelare (center). Han är 2,18 meter lång och väger 127 kilo.
2008 debuterade Roy Hibbert för Jamaicas herrlandslag i basket. Detta var möjligt på grund av att hans pappa ursprungligen är från Jamaica.

## Lag
- Indiana Pacers (2008–2015)
- Los Angeles Lakers (2015–2016)
- Charlotte Hornets (2016–2017)
- Denver Nuggets (2017)